# Норвегія на літніх Олімпійських іграх 2012
Норвегію на літніх Олімпійських іграх 2012 представляли 64 спортсмени.

## Нагороди
| Медаль | Спортсмен | Вид спорту                       | Дисципліна                          | Дата     |
| ------ | --- | -------------------------------- | ----------------------------------- | -------- |
| Золото | Ейрік Верос Ларсен | Веслування на байдарках та каное | Чоловіки, байдарки-одиночки, 1000 м | 8 серпня |
| Золото | Жіноча збірна Норвегії з гандболу Карі Олвік Грінсбе Іда Альстад Гейді Леке Тоньє Нестволд Каролін Дюре Брейванг Крістін Лунде-Боргерсен Карі Метте Йогансен Маріт Мальм Фрафйорд Лінн Єрум Сулланд Катрін Лунде Гаральдсен Лінн-Крістін Рігелгут Корен Єріл Сноррегген Аманда Куртович Камілла Геррем | Гандбол                          | жінки                               |          |
| Срібло | Бартош П'ясецький | Фехтування                       | Чоловіки, індивідуальна шпага       | 1 серпня |
| Бронза | Александр Крістофф | Велоспорт                        | Чоловіки, групова шосейна гонка     | 28 липня |

## Академічне веслування
Чоловіки
| Спортсмени                   | Дисципліна               | Відбіркові заїзди | Відбіркові заїзди | Втішний заїзд | Втішний заїзд | Чвертьфінали | Чвертьфінали | Півфінали | Півфінали | Фінал   | Фінал |
| Спортсмени                   | Дисципліна               | Час               | Місце             | Час           | Місце         | Час          | Місце        | Час       | Місце     | Час     | Місце |
| ---------------------------- | ------------------------ | ----------------- | ----------------- | ------------- | ------------- | ------------ | ------------ | --------- | --------- | ------- | ----- |
| Олаф Туфте                   | Одиночки                 | 7:00.90           | 2                 | Н/Д           | Н/Д           | 6:55.36      | 3            | 7:35.31   | 6         | 7:18.15 | 9     |
| Нільс Якоб Гофф К'єтіль Борх | Парні двійки             | 6:16.31           | 1                 | Н/Д           | Н/Д           | Н/Д          | Н/Д          | 6:22.88   | 4         | 6:20.82 | 7     |
| Крістоффер Брун Аре Страндлі | Парні двійки, легка вага | 6:34.00           | 2                 | Н/Д           | Н/Д           | Н/Д          | Н/Д          | 6:39.59   | 4         | 6:32.82 | 9     |